# 綏中県
綏中県（すいちゅう-けん）は中華人民共和国遼寧省葫芦島市に位置する県。

## 歴史
1902年（光緒28年）、清朝により設置された。

## 行政区画
11鎮、3民族鎮、5郷、6民族郷を管轄する。
- 鎮：綏中鎮、西甸子鎮、万家鎮、前所鎮、高嶺鎮、前衛鎮、塔山屯鎮、高台鎮、王宝鎮、沙河鎮、小荘子鎮
- 民族鎮：寛幇満族鎮、大王廟満族鎮、荒地満族鎮
- 郷：秋子溝郷、加碑岩郷、永安堡郷、李家堡郷、城郊郷
- 民族郷：西平坡満族郷、葛家満族郷、高甸子満族郷、范家満族郷、網戸満族郷、明水満族郷

## 出身者
- 楊利偉 - 中国初の宇宙飛行士。

## 観光
- 遼代に建立された斜塔がある。高さ10mで、東北の方向に12度傾斜している。傾斜度はイタリアのピサの斜塔を上回り、地震や水害に幾度も乗越え、現在にその姿を伝える。
- 九門口長城－長城が川を横断している。橋脚が9つの水門からできていることからこの名がついた。

## 交通

### 鉄道
- 中国国家鉄路集団
  - 京哈線
    - 綏中北駅

  - 瀋山線
    - 綏中駅

### 道路
- 高速道路
  -  京哈高速道路
- 国道
  -  G102国道
  -  G228国道
  -  G306国道（中国語版）